# Dupuy de Lôme (1890)
«Дюпюї де Лом» був броньованим крейсером, побудованим для ВМС Франції (Marine Nationale) в кінці 1880-х і 1890-х роках.  Корабель був названий на честь військово-морського архітектора Анрі Дюпюї де Лома.

## Конструкція
«Дюпюї де Лом»  був розроблений, щоб реалізувати стратегію крейсерської війни,  ключової складової доктрини Jeune École. Його вважають першим справжнім броньованим крейсером (як цей клас розуміється в його безвітрильній формі на рубежі століть, порівняно з попередніми броньованими крейсерами, які мали парову машину, але для довгих переходів покладалися на віторила, такі як  «Генерал-Адмірал» Російської імперії). «Дюпюї де Лом» був значно сильніший за існуючі британські та італійські захищенні крейсери, завдяки  його відносно потужній сталевій броні, яка захищала значну площу корабля. Також «Дюпюї де Лом» міг  здійснювати контроль над дистанцією бою завдяки своїй високій швидкості (тобто міг уникати потужніших, але повільніших тогочасних основних кораблів)  та мав потужне артилерійське озброєння зі скорострільних гармат, та були встановлені в баштах, на відмін від потенційних противників, гармати яких встановлювались у  слабо захищених казематах або на поворотних кріпленнях.

## Служба
Завершення «Дюпюї де Лома» було відкладено майже на два роки через проблеми з її котлами, але крейсер був нарешті введений в експлуатацію в 1895 році і приписаний до Північної ескадри (Escadre du Nord), що базувалася в Бресті.  У її складі корабель провів більшу частину своєї служби. Корабель кілька разів відвідував іноземні порти, перш ніж у 1902 році розпочав тривалу модернізацію. До того часу, як її було завершено в 1906 році, крейсер вже розглядався як застарілий, і «Дюпюї де Лом» був поміщений в резерв, окрім короткого періоду служби кораблем-стаціонером у Марокко.
Корабель був проданий ВМС Перу в 1912 році, але вони так і не сплатили останні два внески з домовленої ціни, і корабель залишався неактивним у Бресті під час Першої світової війни. Французи погодилися забрати корабель назад у 1917 році, утримавши вже сплачені гроші як плату за зроблену модернізацію. Вони продали роззброєний крейсер в 1918 році бельгійській судноплавній компанії, яка перетворила її на вантажне судно. Двигуни перейменованого на «Перув'є» судна зламалися під час його першого плавання у новій ролі  в 1920 році, і його довелося відбуксирувати до місця призначення. Тоді  виявилось, що частина його вантажу - вугілля горить. Ремонт «Перув'є»  оцінили як  економічно недоцільний. Судно відбуксирували до Антверпена, а потім у 1923 році металобрухт.